# Roure de la Comella
El Roure de la Comella (Quercus pubescens) és un arbre que es troba a Cambrils (Odèn, el Solsonès), el qual és singular pel seu gegantisme (té una soca veritablement enorme, com realment molt pocs roures martinencs en tot Catalunya).

## Dades descriptives
- Perímetre del tronc a 1,30 m: 5,91 m.
- Perímetre de la base del tronc: 7,55 m.
- Alçada: 18,33 m.
- Amplada de la capçada: 17,90 m.
- Altitud sobre el nivell del mar: 1.082 m.[1]

## Entorn
Al marge de la carretera, al costat del càmping La Comella, al límit esquerre, hi ha prats de pastura, amb molta aigua, que, en alguns punts, forma un mulladiu amb jonc boval. Més cap al secà hi ha conreu amb fenàs, marxívol, gavarrera i esbarzer, als marges. Ben a prop, en direcció al peu de mont hi ha una pineda de pi roig amb boix. Al tronc de l'arbre hi ha mostres de l'activitat del banyarriquer. A la capçada hi cria la garsa i, a les cavorques del tronc, el liró gris.

## Aspecte general
Tot i un aspecte aparentment sa, l'arbre pateix l'atac del banyarriquer des de fa molts i molts anys. L'aspecte globulós està ben proporcionat.

## Curiositats
Com a roure d'envergadura no està sol, ja que, a escassos metres hi trobem un altre exemplar considerable. A més, a l'altre costat de la carretera, hi ha un conjunt d'altres roures d'edat i mida similar a l'anterior roure esmentat, però són d'una altra espècie (el roure de fulla petita). Finalment, i tocant al càmping La Comella, hi ha un salze blanc (Salix alba) enorme, prop d'un pas de bestiar, que fa 4,85 m de volta de canó a 1,30 m (rep popularment el nom de Salze Gros del Prat).

## Accés
Cal agafar la carretera que va de Sant Llorenç de Morunys a Cambrils (L-401) i, entre els punts quilomètrics 19 i 20, trobarem el trencall que va a Cambrils. És una carretera secundària en direcció al càmping La Comella, el qual, al cap de pocs metres de ser-hi, ens deixarà a peus del roure, just a l'altura del petit torrent que el travessa. GPS 31T 0365585 4666886.